# Rafael Rojas
Rafael Rojas (* 15. September 1962 in Guadalajara, Mexiko; † 18. Januar 2022) war ein mexikanischer Opernsänger der Stimmlage Tenor. Er reüssierte in Europa, Nordamerika und Australien – insbesondere als Heldentenor in Werken Verdis und Puccinis.

## Leben und Werk
Rafael Rojas studierte an der Universidad de Guadalajara, an der Royal Scottish Academy of Music and Drama in Glasgow und am Royal Northern College of Music in Manchester. 1995 nahm er am Gesangswettbewerb Operalia in Madrid teil und gewann den Zarzuela Prize Don Plácido Domingo prize. Der berühmte Sängerkollege engagierte ihn daraufhin als Rafael Ruiz in El gato montés von Manuel Penella an die damals von ihm geleitete Washington Opera. Zu Beginn seiner Karriere sang er Partien aus den Fächern tenore di grazia, wie den Nemorino in Donizettis L’elisir d’amore, und tenore lirico, wie Alfredo, Rodolfo oder Pinkerton. In den 1990er Jahren gastierte er an der Seattle Opera, an der Glimmerglass Opera, der Houston Grand Opera und der New York City Opera sowie an der New Israeli Opera in Tel Aviv. An der Boston Lyric Opera war er als Werther, Alfredo and Pinkerton zu sehen und zu hören.
1999 folgte sein Europadebüt – als Gustavo in Verdis Maskenball auf der Seebühne der Bregenzer Festspiele. Es dirigierte Marcello Viotti, es inszenierten Richard Jones und Antony McDonald. Seither kehrt er regelmäßig nach Bregenz zurück, 2000 wiederum als Gustavo, 2001 als Rodolfo in Puccinis La Bohème sowie 2015 und 2016 als Calaf in der Turandot desselben Komponisten. In der wiederentdeckten Oper Nerone von Arrigo Boito sollte er im Sommer 2020 im Bregenzer Festspielhaus die Titelpartie übernehmen. COVID-19-bedingt musste die Premiere vorerst um ein Jahr verschoben werden. Die Bregenzer Rollen zeigen auch den Fachwechsel des Sängers an, vom lyrischen Tenor schrittweise über spinto-Partien zum klassisch-italienischen Heldentenor, zu Otello, Calaf, Pollione und Nerone. Auf Bregenz folgten Verpflichtungen an zahlreichen europäischen Bühnen, aber auch in Australien und Neuseeland. An der English National Opera übernahm er das Tenorsolo in einer Bühnenfassung von Verdis Messa da Requiem, inszeniert von Phyllida Lloyd, bei der Freiluftoper im Londoner Holland Park war er als Gustavo und Manrico zu hören. Bei den Savonlinna-Opernfestspielen sang er den Radames, an der Opera Zuid in Maastricht den Dick Johnson, an der Oper Leipzig den Don Carlo, an der Semperoper den Rodolfo, an der Deutschen Oper Berlin den Ismaele und am Saarländischen Staatstheater Otello‚ Calaf‚ Turiddu und Canio. Zusammenarbeit über mehrere Jahre hinweg verbindet den Sänger mit zwei Opernhäuser in Großbritannien und mit zwei deutschen Bühnen: An der Welsh National Opera in Cardiff war er als Don José‚ Cavaradossi und Calaf zu hören und zu sehen. An der Opera North in Leeds interpretierte er Duca di Mantova und Gustavo, Cavaradossi, Pinkerton‚ Ruggero und Calaf sowie die Titelpartie in Andrea Chénier. Am Staatstheater Stuttgart war er als Pollione, Pinkerton und Cavaradossi sowie als Don José in Bizets Carmen verpflichtet, am Staatstheater Kassel als Pollione‚ Andrea Chénier und Rodolfo in Verdis Schiller-Vertonung Luisa Miller. Die New Zealand Opera verpflichtete ihn als Canio, Cavaradossi und Duca di Mantova, die Opera Australia als Rodolfo. Weitere Gastspiele führten den Sänger an die Opéra National de Paris, an das Teatro Nacional de São Carlos von Lissabon und die Den Jyske Opera in Aarhus, an die Komische Oper Berlin, das Niedersächsische Staatstheater in Hannover, an das Hessische Staatstheater in Wiesbaden, an das Theater Magdeburg und an das Nationaltheater Mannheim, an die Oper Graz, nach Basel und Bern, als Otello an die Ungarische Staatsoper in Budapest sowie als Manrico und Pollione an das Kroatische Nationaltheater in Zagreb. Rafael Rojas sang unter Leitung einer Reihe namhafter Dirigenten, darunter Mariss Jansons, Kent Nagano und David Shallon. 2017 absolvierte er einen Überraschungsauftritt im Einkaufszentrum Trinity von Leeds. Er sang die Arie „Nessun dorma“ aus Puccinis Turandot, begleitet vom Damenchor und dem Orchester der Opera North, dirigiert von Sir Richard Armstrong. Es war dies ein Beitrag zu den European Opera Days.

## Rollen (Auswahl)
| Bellini: - Pollione in Norma Berlioz: - Faust in La Damnation de Faust Bizet: - Don José in Carmen Giordano: - Titelpartie in Andrea Chénier Leoncavallo: - Canio in Pagliacci Mascagni: - Turridu in Cavalleria rusticana Massenet: - Titelpartie in Werther Penella: - Rafael Ruiz in El gato montés |  | Puccini: - Rodolfo in La Bohème - Mario Cavaradossi in Tosca - F. B. Pinkerton in Madama Butterfly - Dick Johnson in La fanciulla del West - Ruggero in La rondine - Calaf in Turandot Verdi: - Ismaele in Nabucco - Macduff in Macbeth - Rodolfo in Luisa Miller - Duca di Mantova in Rigoletto - Manrico in Il trovatore - Alfredo Germont in La traviata - Riccardo in Un ballo in maschera - Radames in Aida - Titelpartie in Don Carlos - Titelpartie in Otello |

Auch im Konzertsaal sang er Werke Verdis und Puccinis, und zwar die Tenorsoli in der Messa da Requiem und in der Messa di Gloria.